# Agrostis rapensis
Agrostis rapensis é uma espécie de gramínea do gênero Agrostis, pertencente à família Poaceae.